# Auta
Auta (belarusiska: Авута) är ett vattendrag i Belarus. Det ligger i voblasten Vitsebsks voblast, i den norra delen av landet, 190 kilometer norr om huvudstaden Minsk. Den är 47 km lång och är ett sydligt högerbiföde till Dysna som i sin tur är ett vänsterbiflöde till Daugava.

### Fotnoter
1. ↑  Avuta hos GeoNames.Org (cc-by); post uppdaterad 2012-02-28; databasdump nerladdad 2015-05-11